# Ludwichowo (Szonowo)
Ludwichowo (nazywane również Ludwikowo) – wieś w Polsce położona w województwie kujawsko-pomorskim, w powiecie grudziądzkim, w gminie Łasin.
W latach 1975–1998 miejscowość administracyjnie należała do województwa toruńskiego.